# دفترنامه‌های آزتک

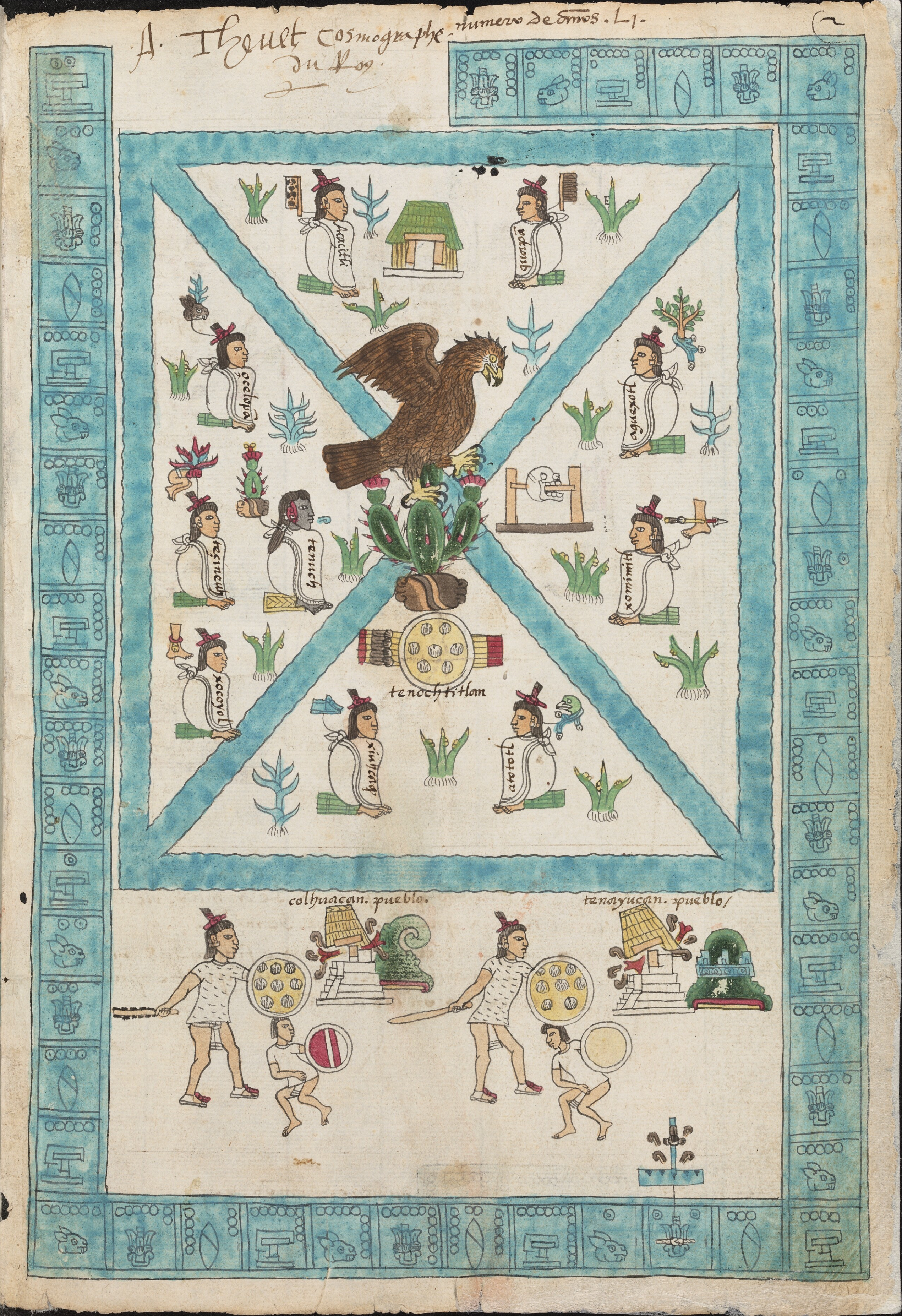
بخشی از دفترنامهٔ مشهور به مندوزا

دفترنامه‌های آزتک (ناهواتل: Mēxihcatl āmoxtli) کتاب‌هایی هستند که در دوران پیشاکلمبی و استعمار ناوز به شکل تصویرگری و یا الفبایی به رشتهٔ تحریر در آورده شده‌اند. برخی از این دفترنامه‌ها، از بهترین منابع اولیه و موثق در رابطه با فرهنگ آزتک می‌باشند. از مشهورترین و مهمترین این دفترنامه ها، می‌توان به دفترنامه مندوزا و همینطور دفترنامه بوربونیکوس اشاره داشت